# Joseph Chipolina
Joseph Luis Chipolina (ur. 14 grudnia 1987 na Gibraltarze) – gibraltarski piłkarz występujący na pozycji obrońcy w gibraltarskim klubie Lincoln Red Imps FC, w którym występuje od 2014 roku.
23-krotnie wystąpił w reprezentacji Gibraltaru.
Pierwszą bramkę (z rzutu karnego) zdobył 13 października 2018 w meczu z Armenią rozgrywanym w ramach Ligi Narodów. Dało to Gibraltarowi pierwsze, historyczne zwycięstwo w meczu o punkty.